# صدف‌خوار اوراسیایی
صدف‌خوار اوراسیایی (نام علمی: Haematopus ostralegus) نام یک گونه از سرده صدف‌خوارها است.